# Morane-Saulnier Vanneau
Die Morane-Saulnier Vanneau war ein Anfängerschulflugzeug des französischen Herstellers Morane-Saulnier.

## Geschichte und Konstruktion
Noch in der Zeit des Vichy-Regimes in Frankreich entwickelt, flog der Prototyp MS.470 erstmals am 22. Dezember 1944. Erfolgreiche Tests führten zu einem Auftrag der französischen Luftwaffe für eine überarbeitete Version, die MS.472. Die Vanneau war ein Tiefdecker mit Tandemsitzen unter einer langen verglasten Cockpithaube. Es verfügte über ein einziehbares Spornradfahrwerk und der Prototyp wurde von einem 700 PS (522 kW) leistenden Sternmotor Gnome-Rhone 14M angetrieben. Die Serienversion der MS.472 wurde von einem V12-Motor Hispano-Suiza 12X mit 690 PS (515 kW) angetrieben und flog zum ersten Mal am 12. Dezember 1945. Die Auslieferung an die französische Luftwaffe erfolgte ab Dezember 1946. Ab Dezember 1947 erhielt dann die französische Marine 70 Exemplare in der Variante MS.474, die für Flugzeugträgereinsätze geeignet war. Eine mit einem 634 kW leistendem V12-Motor Hispano-Suiza 12Y-45 ausgestattete Version erhielt die Bezeichnung MS.475 und wurde ab 1950 produziert. Die Vanneau blieb bis Ende der 1960er-Jahre im Dienst der französischen Luftwaffe und Marine.

## Varianten
MS.470Prototyp, ausgestattet mit einem 14-Zylinder-Sternmotor Gnome-Rhone 14M mit 522 kW, 1 Exemplar
MS.472Vanneau II, Serienversion für die französische Luftwaffe ausgestattet mit einem V12-Motor Hispano-Suiza 12X mit 515 kW, 3 Prototypen und 230 Serienmodelle
MS.474Vanneau IV, Serienversion, geeignet für den Einsatz auf Flugzeugträgern, für die französische Marine, angetrieben von einem Gnome-Rhône 14M-04, 70 gebaut
MS.475Vanneau V, verbesserte Version für die französische Luftwaffe, ausgestattet mit einem V12-Motor Hispano-Suiza 12Y-45 mit 634 kW, 200 gebaut.
MS.476eine MS.475 wurde mit höher angesetzten Tragflächen ausgestattet und von einem Renault 12S 02 angetrieben
MS.478projektierte Version, die von einem V12-Motor Isotta Fraschini Delta angetrieben werden sollte, nicht gebaut
MS.479Weiterentwicklung, von einem 14-Zylinder-Sternmotor SNECMA 14X Super Mars mit 611 kW angetrieben, 1 gebaut

## Militärische Nutzung
- Frankreich
  - Französische Luftwaffe
  - Französische Marine

## Technische Daten
| Kenngröße                |                                                                                       |
| Daten (MS.475 Vanneau V) |                                                                                       |
| ------------------------ | ------------------------------------------------------------------------------------- |
| Besatzung                | 2                                                                                     |
| Länge                    | 9,05 m                                                                                |
| Spannweite               | 10,65 m                                                                               |
| Höhe                     | 3,62 m                                                                                |
| Flügelfläche             | 17,30 m²                                                                              |
| Leermasse                | 2351 kg                                                                               |
| max. Startmasse          | 3125 kg                                                                               |
| Höchstgeschwindigkeit    | 445 km/h                                                                              |
| Dienstgipfelhöhe         | 8500 m                                                                                |
| Reichweite               | 1500 km                                                                               |
| Triebwerke               | 1 × V-12-Kolbenmotor Hispano-Suiza 12Y-45 mit 641 kW                                  |
| Bewaffnung               | 2 × 7,5-mm-MG MAC 1934 in den Tragflächen 2 × Unterflügelstationen für leichte Bomben |